# Telmatobius vellardi
Telmatobius vellardi är en groddjursart som beskrevs av Munsterman och Alan E. Leviton 1959. Telmatobius vellardi ingår i släktet Telmatobius och familjen Ceratophryidae. IUCN kategoriserar arten globalt som akut hotad. Inga underarter finns listade i Catalogue of Life.